# Bildnis der Margret Halseber
Das Bildnis der Margret Halseber ist das Porträt einer offenbar von Hirsutismus betroffenen Frau.
Das Gemälde aus dem 16. Jahrhundert wurde verschiedenen Künstlern zugeschrieben. Derzeit gilt es als ein Werk von Willem Key. Vom Bildnis der Margret Halseber wurden mindestens drei oder vier Versionen hergestellt; eine davon war mit dem Namen der Porträtierten versehen. Dieses Exemplar befand sich im Besitz des Suermondt-Ludwig-Museums in Aachen. 1972 wurde es gestohlen und ist seitdem nicht wieder aufgefunden worden.

## Beschreibung
Das Bild zeigt den Kopf einer älteren Frau mit geteiltem, ergrautem Bart im Dreiviertelprofil von links. Sie hat eine lange, schmale, gebogene Nase, blickt den Betrachter mit dunklen Augen, von denen das rechte auf der Schwarzweißfotografie des Museums getrübt erscheint, an und trägt eine weiße, haubenartige Kopfbedeckung. Auch im Halsausschnitt ist ein weißes Kleidungsstück unter der dunklen Oberbekleidung zu erkennen. Der Hintergrund ist gleichmäßig dunkel gehalten. Links oben ist bei dem Aachener Exemplar der Name der Abgebildeten in helleren Großbuchstaben zu lesen; diese Beschriftung fehlt auf den anderen bekannten Versionen des Bildes. Margret Halseber soll eine Einwohnerin von Basel gewesen sein, weitere Angaben zu ihrer Person sind nicht bekannt.

## Zuschreibungen
Das Gemälde ist nicht signiert. Bei der Versteigerung nach dem Tod Johann Heinrich Beissels wurde das Aachener Exemplar Albrecht Dürer zugeschrieben, im Aachener Katalog von 1882 dem Utrechter Maler Anthonis Mor van Dashorst genannt Antonio Moro, der in vielen europäischen Ländern arbeitete und zahlreiche Porträts schuf. Diese Zuweisung wurde aber schon 1910 bezweifelt. Theodor von Frimmel hatte schon 1897 auf die Möglichkeit hingewiesen, dass das Aachener Bild mit einem einst in Besançon befindlichen identisch sein könnte, hatte aber mit dieser Annahme kein Gehör gefunden.
Ein altes Inventar des Palais de Granvelle in Besançon aus dem Jahr 1607 führt ein Porträt einer bärtigen Frau auf und schreibt es einem Guillaume Chayez zu, der wohl mit Willem Key gleichzusetzen ist. Key war ein Zeitgenosse Mors und malte wie dieser zahlreiche Porträts. Es bestehen große stilistische Ähnlichkeiten zwischen Werken Mors und Keys. Darüber hinaus hatte Key auch noch einen Neffen, Adriaen Thomasz Key, der ebenfalls Porträtmaler war und dessen Werke wiederum denen des Onkels sehr ähnlich sind. L. Dimier äußerte 1931 die Vermutung, dass das Mor zugeschriebene Bild in Aachen mit dem einst in Besançon befindlichen Bild Keys identisch sein könnte. Diese Annahme scheint heute widerlegt zu sein, nicht aber die Zuschreibung des Aachener Bildes zu dem Maler Key.

## Weitere Versionen
Eine Version des Porträts befindet sich in der Alten Pinakothek in München. Sie trägt die Inventarnummer 1126 und ist 31,6 × 24,1 cm groß. Dieses Bild gelangte im Jahr 1799 nach München; es stammte aus der Sammlung des Kurfürsten Karl Theodor von der Pfalz und hatte sich zuvor in dessen Mannheimer Galerie befunden.

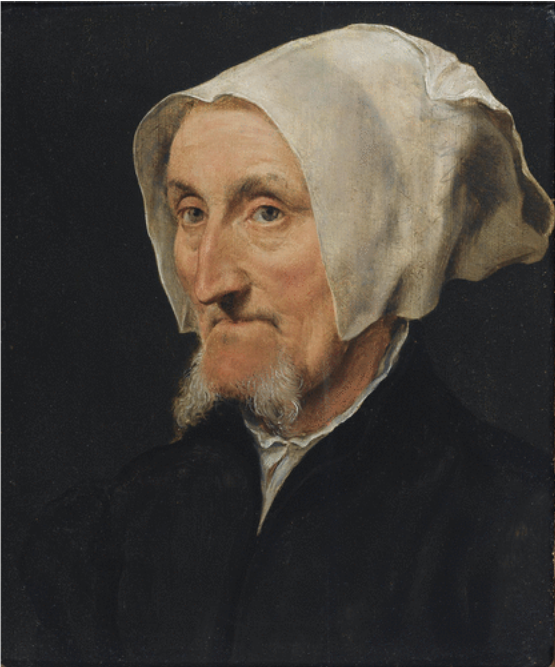
Das 1979/2008 versteigerte Exemplar

Eine weitere Version des Porträts wurde 1979 und zuletzt 2008 versteigert. Diese kann nicht mit dem gestohlenen Bild aus Aachen identisch sein, weil sie sich schon seit den 1950er Jahren in den Händen des Besitzers Benjamin Sonnenberg befand und erst 1979 in New York wieder versteigert wurde. Sie könnte jedoch mit dem einst in Besançon verzeichneten Gemälde identisch sein. Sotheby’s rekonstruierte für dieses Bild folgende Besitzergeschichte: Es könnte im 16. Jahrhundert Antoine Perrenot de Granvelle in Besançon gehört haben, später vielleicht dem Chevalier François Xavier de Burtin in Brüssel. Dort könnte es am 21. Juli 1819 als ein Werk Holbeins verkauft worden sein. Über Van Huerne in Gent, der es 1844 verkaufte, und Dullaert/Vandervin könnte es in eine private Sammlung in England gelangt sein, immer noch als angenommenes Werk Holbeins. Das Bild wurde zu einem unbestimmten Zeitpunkt mit Aufklebern auf der Rückseite, die es Antonio Moro zuschrieben, versehen, und gelangte über Colnaghi & Co. und Gustave Becker in London in die Hände der Miss B. Campe-Becker, die es über Christie’s in den 1950er Jahren an Benjamin Sonnenberg in New York verkaufte. Dort verblieb es, nun Willem Key zugeschrieben, bis zu der Versteigerung im Jahr 1979, bei der es in die Hände von Dr. Samuel Schaefler in New York gelangte. 2008 wurde das Bild erneut versteigert.
Seit 1808 trägt diese Version des Porträts einen Aufkleber auf der Rückseite, der den Namen der Porträtierten und ihre Herkunft aus Basel erwähnt. Margret Halseber war auch als „die Frau mit den zwei Bärten“ bekannt. In den Verkaufskatalogen von 1819 und 1844 wird jeweils die Kopie erwähnt, die sich schon damals in der Königlichen Pinakothek in München befand, nicht aber die Existenz weiterer Exemplare.
Eine vierte Version soll sich im Dessauer Amalienstift befunden haben, ist jedoch außer in einer Notiz Max J. Friedländers nicht nachweisbar.

## Provenienzfragen
Das Aachener Exemplar wurde 1882 von Barthold Suermondt für das neu gegründete Suermondt-Museum gestiftet. Es erhielt die Inventarnummer GK 327. Zuvor hatte es dem Kunsthändler und Sammler Johann Heinrich Beissel gehört, nach dessen Tod es 1875 versteigert wurde. Im Katalog wurde es als Werk Albrecht Dürers genannt. Woher Beissel das Bild hatte, ist ungeklärt: Im Katalog zu der Ausstellung Schattengalerie des Suermondt-Ludwig-Museums wird in der Einleitung zum entsprechenden Abschnitt zwar eine Provenienz aus dem Besitz des Antoine Perrenot de Granvelle angenommen. Deckungsgleich mit den bei Sotheby’s angenommenen Besitzerwechseln der dritten Version des Bildes wird sodann der Übergang in die Hände von Chevalier François Xavier de Burtin angegeben, ferner eine Versteigerung bei De Burtin in Brüssel am 21. Juli 1819 und eine weitere am 4. November 1841. Damals soll das Bild an jemanden namens Milich verkauft worden sein. In einer Anmerkung zu diesem Katalogabschnitt werden jedoch diese Angaben relativiert und es wird darauf hingewiesen, dass sie wohl für die dritte Version des Bildes, mit der sich Experten für Sotheby’s auseinandergesetzt haben, nicht aber für das Aachener Exemplar zu gelten haben. Die Darstellung in diesem Katalog ist allerdings insgesamt etwas unübersichtlich und es ist vielleicht auch doch nicht eindeutig zu klären, welches der erhaltenen Porträts der bärtigen Frau aus dem Besitz Granvelles stammt.

## Diebstahl des Aachener Exemplars
Am frühen Nachmittag des 6. Juni 1972 wurde das Aachener Exemplar aus dem Museum gestohlen. Das nicht besonders großformatige Bild wurde aus seinem Rahmen genommen und ist seitdem verschollen. Der Aufseher, der für den Saal zuständig war, in dem das Bild hing, wurde durch einen lärmenden Besucher in einem anderen Raum abgelenkt. Er begab sich zu diesem Besucher, hatte eine kurze Diskussion mit ihm und meldete anschließend die Störung im Sekretariat des Museums. Als er in den Saal zurückkehrte, stellte er fest, dass unterdessen das Porträt der Margret Halseber gestohlen worden war. Den Rahmen hatte der Dieb von dem Bild abgenommen und wieder an die Wand gehängt. Das Bild war von seinem früheren Besitzer Johann Heinrich Beissel auf der Rückseite mit einem roten Familiensiegel versehen worden und trug zum Zeitpunkt des Diebstahls auch diverse Aufkleber und Vermerke des Suermondt-Ludwig-Museums. Ob diese inzwischen entfernt worden sind, um die Herkunft des Bildes zu verschleiern, falls es in den Kunsthandel gelangen sollte, ist unbekannt.

## Ausstellung
Unter dem Titel Schattengalerie. Die verlorenen Werke der Gemäldesammlung veranstaltete das Suermondt-Ludwig-Museum in 2008–2009 eine Ausstellung zu den nicht mehr in Aachen befindlichen Gemälden aus dem Museumsbestand. Im Zuge dieser Ausstellung sollte auch die dritte, 1979 versteigerte Version des Porträts der Margret Halseber in Aachen gezeigt werden. Sie ist mit 31,1 × 26,1 cm etwas kleiner als das verlorene Exemplar des Museums und unterscheidet sich von diesem vor allem durch die fehlende Namenseinschreibung auf dem Hintergrund.